# World Baseball Classic 2013
De World Baseball Classic 2013 was de derde editie van dit internationale honkbaltoernooi voor landenteams dat werd gespeeld onder auspiciën van de International Baseball Federation (IBAF). Het toernooi werd gehouden van 2 tot en met 19 maart.
Voor de eerste keer werd er een kwalificatietoernooi gespeeld omdat het deelnemersveld werd uitgebreid van 16 naar 28 teams. Het Japans honkbalteam was de titelhouder, maar werd in de halve finale uitgeschakeld. Het Dominicaans honkbalteam bereikte ongeslagen de finale en won die met 3-0 van het Puerto Ricaans honkbalteam. De Dominicaanse Republiek mag zich nu vier jaar lang de officiële wereldkampioen honkbal noemen.

## Gekwalificeerde teams
| Confederatie                   | Kwalficatietoernooi                           | Gekwalificeerde team(s)                                                   |
| ------------------------------ | --------------------------------------------- | ------------------------------------------------------------------------- |
| BCO (Oceanië)                  | World Baseball Classic 2009                   | Australië                                                                 |
| BFA (Azië)                     | World Baseball Classic 2009                   | China Japan Zuid-Korea                                                    |
| BFA (Azië)                     | Kwalificatietoernooi 4                        | Taiwan                                                                    |
| CEB (Europa)                   | World Baseball Classic 2009                   | Italië Nederland                                                          |
| CEB (Europa)                   | Kwalificatietoernooi 1                        | Spanje                                                                    |
| COPABE (Noord en Zuid-Amerika) | World Baseball Classic 2009                   | Cuba Dominicaanse Republiek Mexico Puerto Rico Verenigde Staten Venezuela |
| COPABE (Noord en Zuid-Amerika) | Kwalificatietoernooi 2 Kwalificatietoernooi 3 | Canada Brazilië                                                           |

## Speelsteden
| Groep A – Fukuoka, Japan               | Groep B – Taichung, Taiwan                 | Groep C – San Juan, Puerto Rico   | Groep D – Phoenix, Verenigde Staten       |
| -------------------------------------- | ------------------------------------------ | --------------------------------- | ----------------------------------------- |
| Fukuoka Dome                           | Taichung Intercontinental Baseball Stadium | Hiram Bithornstadion              | Chase Field                               |
| Capaciteit: 38.561                     | Capaciteit: 20.000                         | Capaciteit: 18.264                | Capaciteit: 48.633                        |
| Fukuoka Dome                           | Taichung Intercontinental Baseball Stadium | Hiram Bithornstadion              | Chase Field                               |
| Groep D – Scottsdale, Verenigde Staten | Groep 1 – Tokio, Japan                     | Groep 2 – Miami, Verenigde Staten | Finales – San Francisco, Verenigde Staten |
| Salt River Fields at Talking Stick     | Tokyo Dome                                 | Marlins Park                      | AT&T Park                                 |
| Capaciteit: 11.000                     | Capaciteit: 42.000                         | Capaciteit: 36.742                | Capaciteit: 41.915                        |
| Salt River Fields at Talking Stick     | Tokyo Dome                                 | Marlins Park                      | AT&T Park                                 |

## Groepsindeling
De top twaalf teams van de World Baseball Classic 2009 waren opnieuw uitgenodigd om deel te nemen. Brazilië, Canada, Spanje en Taiwan wonnen hun kwalificatietoernooi.
| Groep A  | Groep B    | Groep C                | Groep D          |
| -------- | ---------- | ---------------------- | ---------------- |
| Japan    | Zuid-Korea | Venezuela              | Verenigde Staten |
| China    | Nederland  | Puerto Rico            | Mexico           |
| Cuba     | Australië  | Dominicaanse Republiek | Italië           |
| Brazilië | Taiwan     | Spanje                 | Canada           |

## Eerste ronde
| Legenda                                                                 |
| ----------------------------------------------------------------------- |
| Geplaatst voor de tweede ronde en voor de World Baseball Classic 2017   |
| Uitgeschakeld en toch geplaatst voor de World Baseball Classic 2017     |
| Uitgeschakeld en moet zich plaatsen voor de World Baseball Classic 2017 |

N.B. alle tijden in lokale tijd.

### Groep A
| Plaats | team     | G | V | Tie-breaker |
| ------ | -------- | - | - | ----------- |
| 1      | Cuba     | 3 | 0 |             |
| 2      | Japan    | 2 | 1 |             |
| 3      | China    | 1 | 2 |             |
| 4      | Brazilië | 0 | 3 |             |

| Datum        | Tijd  | Team 1   | Uitslag    | Team 2   | Stadion      |
| ------------ | ----- | -------- | ---------- | -------- | ------------ |
| 2 maart 2013 | 19:00 | Japan    | 5-3        | Brazilië | Fukuoka Dome |
| 3 maart 2013 | 12:30 | Cuba     | 5-2        | Brazilië | Fukuoka Dome |
| 3 maart 2013 | 19:00 | China    | 2-5        | Japan    | Fukuoka Dome |
| 4 maart 2013 | 16:30 | China    | 0-12 (F/7) | Cuba     | Fukuoka Dome |
| 5 maart 2013 | 17:00 | Brazilië | 2-5        | China    | Fukuoka Dome |
| 6 maart 2013 | 19:00 | Japan    | 3-6        | Cuba     | Fukuoka Dome |

### Groep B
| Plaats | team       | G | V | Tie-breaker                 |
| ------ | ---------- | - | - | --------------------------- |
| 1      | Taiwan     | 2 | 1 | 1-1, 0,235 * (10/17 – 6/17) |
| 2      | Nederland  | 2 | 1 | 1-1, 0,000 * (8/17 – 8/17)  |
| 3      | Zuid-Korea | 2 | 1 | 1-1, −0,235 * (3/17 – 7/17) |
| 4      | Australië  | 0 | 3 |                             |

* Score = TBQ (Runs voor : innings slagbeurt) – (Runs tegen : innings werpbeurt)
TBQ staat voor: Team Quality Balance
| Datum        | Tijd  | Team 1     | Uitslag | Team 2     | Stadion          |
| ------------ | ----- | ---------- | ------- | ---------- | ---------------- |
| 2 maart 2013 | 12:30 | Australië  | 1-4     | Taiwan     | Taichung Stadium |
| 3 maart 2013 | 19:30 | Zuid-Korea | 0-5     | Nederland  | Taichung Stadium |
| 3 maart 2013 | 14:30 | Taiwan     | 8-3     | Nederland  | Taichung Stadium |
| 4 maart 2013 | 18:30 | Zuid-Korea | 6-0     | Australië  | Taichung Stadium |
| 5 maart 2013 | 12:30 | Australië  | 1-4     | Nederland  | Taichung Stadium |
| 6 maart 2013 | 19:30 | Taiwan     | 2-3     | Zuid-Korea | Taichung Stadium |

### Groep C
| Plaats | team                   | G | V | Tie-breaker |
| ------ | ---------------------- | - | - | ----------- |
| 1      | Dominicaanse Republiek | 3 | 0 |             |
| 2      | Puerto Rico            | 2 | 1 |             |
| 3      | Venezuela              | 1 | 2 |             |
| 4      | Spanje                 | 0 | 3 |             |

| Datum         | Tijd  | Team 1                 | Uitslag | Team 2                 | Stadion              |
| ------------- | ----- | ---------------------- | ------- | ---------------------- | -------------------- |
| 7 maart 2013  | 19:30 | Venezuela              | 3-9     | Dominicaanse Republiek | Hiram Bithornstadion |
| 8 maart 2013  | 18:30 | Spanje                 | 0-3     | Puerto Rico            | Hiram Bithornstadion |
| 9 maart 2013  | 12:00 | Dominicaanse Republiek | 6-3     | Spanje                 | Hiram Bithornstadion |
| 9 maart 2013  | 18:30 | Puerto Rico            | 6-3     | Venezuela              | Hiram Bithornstadion |
| 10 maart 2013 | 12:30 | Spanje                 | 6-11    | Venezuela              | Hiram Bithornstadion |
| 10 maart 2013 | 19:30 | Dominicaanse Republiek | 4-2     | Puerto Rico            | Hiram Bithornstadion |

### Groep D
| Plaats | team             | G | V | Tie-breaker |
| ------ | ---------------- | - | - | ----------- |
| 1      | Verenigde Staten | 2 | 1 | 1-0 (6-2)   |
| 2      | Italië           | 2 | 1 | 0-1 (2-6)   |
| 3      | Canada           | 1 | 2 | 1-0 (10-3)  |
| 4      | Mexico           | 1 | 2 | 0-1 (3-10)  |

| Datum         | Tijd  | Team 1           | Uitslag    | Team 2           | Stadion                            |
| ------------- | ----- | ---------------- | ---------- | ---------------- | ---------------------------------- |
| 7 maart 2013  | 13:00 | Italië           | 6-5        | Mexico           | Salt River Fields at Talking Stick |
| 8 maart 2013  | 12:00 | Canada           | 4-14 (F/8) | Italië           | Chase Field                        |
| 9 maart 2013  | 19:00 | Mexico           | 5-2        | Verenigde Staten | Chase Field                        |
| 9 maart 2013  | 12:30 | Canada           | 10-3       | Mexico           | Chase Field                        |
| 10 maart 2013 | 19:00 | Verenigde Staten | 6-2        | Italië           | Chase Field                        |
| 10 maart 2013 | 13:00 | Verenigde Staten | 9-4        | Canada           | Chase Field                        |

## Tweede ronde
De top twee van elke groep plaatst zich voor de halve finales in San Francisco. N.B. alle tijden in lokale tijd.

### Groep 1
| Datum         | Tijd                                     | Team 1    | Uitslag    | Team 2    | Stadion    | Opmerking                                                                             |
| ------------- | ---------------------------------------- | --------- | ---------- | --------- | ---------- | ------------------------------------------------------------------------------------- |
| 8 maart 2013  | 04:00 Nederlandse tijd 12:00 Lokale tijd | Nederland | 6-2        | Cuba      | Tokyo Dome | Winnaars naar eerste wedstrijd om een halvefinaleplaats, verliezer naar herkansing 1. |
| 8 maart 2013  | 11:00 Nederlandse tijd 19:00 Lokale tijd | Japan     | 4-3 (F/10) | Taiwan    | Tokyo Dome | Winnaars naar eerste wedstrijd om een halvefinaleplaats, verliezer naar herkansing 1. |
| 9 maart 2013  | 11:00 Nederlandse tijd 19:00 Lokale tijd | Taiwan    | 0-14 (F/7) | Cuba      | Tokyo Dome | Herkansing 1: Cuba naar herkansing 2, Taiwan uitgeschakeld.                           |
| 10 maart 2013 | 11:00 Nederlandse tijd 19:00 Lokale tijd | Japan     | 16-4 (F/7) | Nederland | Tokyo Dome | Japan plaatst zich voor de halve finale, Nederland naar herkansing 2.                 |
| 11 maart 2013 | 11:00 Nederlandse tijd 19:00 Lokale tijd | Cuba      | 6-7        | Nederland | Tokyo Dome | Herkansing 2: Nederland plaatst zich voor de halve finale, Cuba uitgeschakeld.        |
| 12 maart 2013 | 11:00 Nederlandse tijd 19:00 Lokale tijd | Nederland | 6-10       | Japan     | Tokyo Dome | Wedstrijd om de groepswinst, beide teams zeker van de halve finale.                   |

### Groep 2
| Datum         | Tijd  | Team 1                 | Uitslag | Team 2                 | Stadion      | Opmerking                                                                                    |
| ------------- | ----- | ---------------------- | ------- | ---------------------- | ------------ | -------------------------------------------------------------------------------------------- |
| 12 maart 2013 | 13:00 | Italië                 | 4-5     | Dominicaanse Republiek | Marlins Park | Winnaars naar eerste wedstrijd om een halvefinaleplaats, verliezer naar herkansing 1.        |
| 12 maart 2013 | 20:00 | Puerto Rico            | 1-7     | Verenigde Staten       | Marlins Park | Winnaars naar eerste wedstrijd om een halvefinaleplaats, verliezer naar herkansing 1.        |
| 13 maart 2013 | 19:00 | Italië                 | 3-4     | Puerto Rico            | Marlins Park | Herkansing 1: Puerto Rico naar herkansing 2, Italië uitgeschakeld.                           |
| 14 maart 2013 | 19:00 | Dominicaanse Republiek | 3-1     | Verenigde Staten       | Marlins Park | Dominicaanse Republiek plaatst zich voor de halve finale,Verenigde Staten naar herkansing 2. |
| 15 maart 2013 | 19:00 | Puerto Rico            | 4-3     | Verenigde Staten       | Marlins Park | Herkansing 2: Puerto Rico plaatst zich voor de halve finale, Verenigde Staten uitgeschakeld. |
| 16 maart 2013 | 13:00 | Puerto Rico            | 0-2     | Dominicaanse Republiek | Marlins Park | Wedstrijd om de groepswinst, beide teams zeker van de halve finale.                          |

## Eindronde
|  | halve finale              | halve finale              |  |                        | finale                    | finale                    |
|  |                           |                           |  |                        |                           |                           |
|  | 17 maart 2013 - AT&T Park |                           |  |                        |                           |                           |
|  | Puerto Rico               | 3                         |  |                        |                           |                           |
|  | Japan                     | 1                         |  |                        | 19 maart 2013 - AT&T Park | 19 maart 2013 - AT&T Park |
|  |                           |                           |  |                        | Puerto Rico               | 0                         |
|  | 18 maart 2013 - AT&T Park | 18 maart 2013 - AT&T Park |  | Dominicaanse Republiek | 3                         |                           |
|  | Nederland                 | 1                         |  |                        |                           |                           |
|  | Dominicaanse Republiek    | 4                         |  |                        |                           |                           |

### Halve finales
| Datum         | Tijd  | Team 1      | Uitslag | Team 2                 | Stadion   |
| ------------- | ----- | ----------- | ------- | ---------------------- | --------- |
| 17 maart 2013 | 18:00 | Puerto Rico | 3-1     | Japan                  | AT&T Park |
| 18 maart 2013 | 18:00 | Nederland   | 1-4     | Dominicaanse Republiek | AT&T Park |

### Finale
| Datum         | Tijd  | Team 1                 | Uitslag | Team 2      | Stadion   |
| ------------- | ----- | ---------------------- | ------- | ----------- | --------- |
| 19 maart 2013 | 17:00 | Dominicaanse Republiek | 3-0     | Puerto Rico | AT&T Park |

## Eindstand
Top 12 naar World Baseball Classic 2017.
| Nr.                                        | Land                   | W       | L       | Tiebreaker |
| Winnaar                                    | Winnaar                | Winnaar | Winnaar | Winnaar    |
| ------------------------------------------ | ---------------------- | ------- | ------- | ---------- |
| 1                                          | Dominicaanse Republiek | 8       | 0       |            |
| Finalist                                   |                        |         |         |            |
| 2                                          | Puerto Rico            | 5       | 4       |            |
| Halvefinalisten                            |                        |         |         |            |
| 3                                          | Japan                  | 5       | 2       |            |
| 4                                          | Nederland              | 4       | 4       |            |
| Uitgeschakeld in de tweede ronde           |                        |         |         |            |
| 5                                          | Cuba                   | 4       | 2       |            |
| 6                                          | Verenigde Staten       | 3       | 3       |            |
| 7                                          | Italië                 | 2       | 3       | 0,103 TQB  |
| 8                                          | Taiwan                 | 2       | 3       | 0,190 TQB  |
| Uitgeschakeld in de groepsfase (3e plaats) |                        |         |         |            |
| 9                                          | Zuid-Korea             | 2       | 1       | –          |
| 10                                         | Venezuela              | 1       | 2       | −0,154 TQB |
| 11                                         | Canada                 | 1       | 2       | −0,308 TQB |
| 12                                         | China                  | 1       | 2       | −0,534 TQB |
| Uitgeschakeld in de groepsfase (4e plaats) |                        |         |         |            |
| 13                                         | Mexico                 | 1       | 2       | −0,185 TQB |
| 14                                         | Brazilië               | 0       | 3       | −0,318 TQB |
| 15                                         | Spanje                 | 0       | 3       | −0,467 TQB |
| 16                                         | Australië              | 0       | 3       | −0,486 TQB |

2006 · 2009 · 2013 · 2017 · 2023 · 2026
Kwalificatie: 2013 · 2017 · 2023